# Isztambuli repülőtér
Az isztambuli repülőtér (törökül İstanbul Havalimanı) (IATA: IST, ICAO: LTFM) nemzetközi repülőtér Isztambul európai oldalán, Arnavutköy városrészben.
A repülőteret a világ legnagyobb repülőterének tervezték, éves utaskapacitása az utolsó bővítés fázisa után 150 millió fő. Megépítésére Isztambul jelenlegi két repülőterének túltelítettsége miatt volt szükség. Ez a város harmadik nemzetközi repülőtere az Atatürk nemzetközi repülőtér és a Sabiha Gökçen nemzetközi repülőtér után; az Atatürk repülőteret az új repülőtér megnyitása után várhatóan bezárják.
2017 novemberére a repülőtér körülbelül 71%-ban elkészült. 2018 februárjára a repülőtér körülbelül 80%-ban készült el, az első járatok indulását 2018. február 26-ára tervezték, de nem került rá sor. A repülőteret 2018. október 29-én adták át, a köztársaság kikiáltásának 95. évfordulóján. November 1-jén napi öt járattal kezdődik meg a repülőtér üzemeltetése: a Turkish Airlines ankarai, antalyai, bakui, észak-ciprusi és izmiri repülőtérre induló gépeivel. A menetrend szerinti járatok ezekre a repülőterekre 2019 áprilisáig még az Atatürk repülőtérről indultak, az új repülőtér ezalatt az ISL IATA-kódot használta. A tervek szerint 2018. december 31-éig vittek volna át minden felszerelést az új repülőtérre, ezzel az Atatürk repülőtéren megszűnik a menetrend szerinti utasszállító forgalom, IATA-kódja, az IST pedig innentől az új repülőtéré lesz; erre végül 2019 áprilisában került sor.

## Az építkezés előzményei
Az Atatürk nemzetközi repülőteret, Isztambul korábbi fő repülőterét minden irányból körülveszi a város, így költséghatékony bővítése lehetetlen lett volna, bár évek óta túlterhelt volt. A repülőtér 2015-ben Európa harmadik legnagyobb forgalmú repülőtere lett, ebben az évben szorította le először a frankfurti repülőteret a harmadik helyről. 2017-re az ötödik helyre esett ugyan vissza, Frankfurt után Amszterdam is megelőzte, de így is túlterhelt. Újabb futópálya építésére nincs hely, mert a repülőtértől északra ipari negyedek, nyugatra és keletre lakónegyedek terülnek el. A korlátozott kapacitás miatt a Török Légügyi Hatóság nem engedélyezi további teherszállító vagy charterjáratok indítását a repülőtérre; a légitársaságok nem indíthatnak ide újabb járatokat és nem sűríthetik a meglévőket. A résidők és állóhelyek korlátozott száma miatt a Turkish Airlines több repülőgépét is az Isztambul ázsiai oldalán fekvő Sabiha Gökçen nemzetközi repülőtéren tárolja. Maga a Sabiha Gökçen repülőtér is elérte terminálja maximális kapacitását, a 25 millió utasra tervezett repülőteret 2015-ben 28 millióan használták, forgalma 2013 óta évente több mint 20%-kal nőtt.
2014-ben a két isztambuli repülőtér több mint 80 millió utast szolgált ki, 2015-ben és 2016-ban pedig majdnem 90 milliót. Összehasonlításképpen a négy legnagyobb London környéki repülőtér körülbelül évente 150 millió, Párizs és környéke három repülőtere pedig körülbelül 100 millió utast szolgál ki.

## Elhelyezkedése
Az új repülőtér az Arnavutköy, Göktürk és Çatalca felé vezető utak kereszteződésénél épül, Isztambul európai részétől északra, a Fekete-tengeri Yeniköy és Akpınar régiók között. Az építkezési terület egy 7659 hektáros telek a Terkos-tó közelében, ebből körülbelül 6172 hektár állami tulajdonú erdőség. Az új repülőtér és az Atatürk repülőtér közötti távolság körülbelül 35 km légvonalban. A területen régi felszíni fejtésű szénbányák találhatóak, melyeket az építkezés során feltöltenek. Az új repülőteret 2018-ban az isztambuli metró több vonala is össze fogja kötni a városközponttal: az M2 vonal Gayrettepe állomásig, valamint a Marmaray vonala Halkalı vasútállomásig. Az Erdészeti Minisztérium nyilatkozata szerint egy 2013 áprilisában közzétett, az építkezés környezeti hatásait vizsgáló tanulmányban megállapították, hogy a területen összesen 2 513 341 fa található, amelyből 657 950-et kivágnak, 1 855 391-et pedig átültetnek.

## Az építkezés

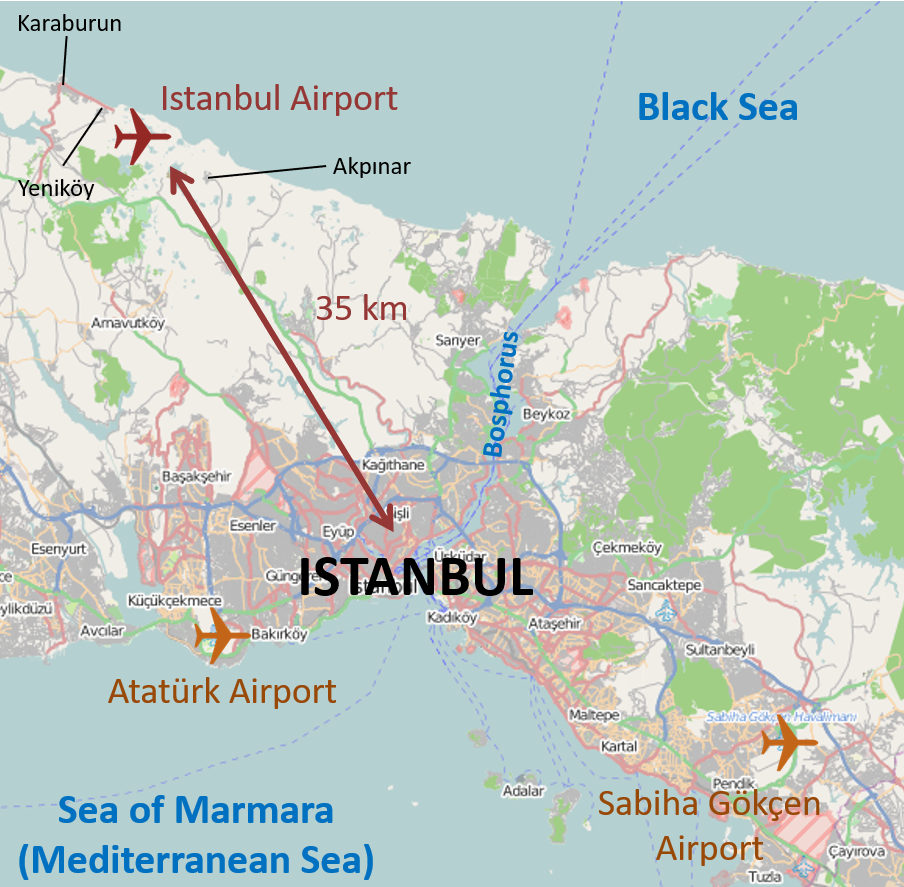
Az új és a két jelenlegi repülőtér elhelyezkedése

2013. május 3-án zajlott le a létesítmény megépítésére és 2030-ig történő működtetésére kiírt tender. A projekt négy fázisra oszlik. A repülőtér az utolsó fázis végére Európa legnagyobb repülőtere lehet. Az építkezés első fázisát a terület átvétele utáni 42 hónapon belül tervezték befejezni, az építkezés teljes költségét körülbelül hétmillió euróra becsülték, a finanszírozás költségeit nem számítva. Tizenkét év alatt 342 millió utas garantált.
2013. május 3-án a pályázó tizenöt török és két külföldi cég közül csak négy jelent meg. A tendert a Cengiz-Kolin-Limak-Mapa-Kalyon török konzorcium nyerte, akik 26,142 milliárd eurót kellett hogy fizessenek a kormánynak a 2018-ban kezdődő, 25 éves időtartamú bérlésre. Az építkezés első fázisát 2018-ban tervezik befejezni, 42 hónappal a tender véglegesítése után.
A Török Környezetmérnöki Kamara (ÇMO) feljelentést tett a projekt ellen azon az alapon, hogy az sérti a hatályban lévő, környezetvédelmi hatástanulmány készítését előíró törvényt. 2014 februárjában egy isztambuli bíróság elrendelte a repülőtér építésének felfüggesztését, az alapkőletétel azonban pár hónappal később, június 7-én lezajlott. Az építkezés csak 2015 májusában kezdődött meg, a terület hivatalos átadása után.

### Az építkezés fázisai
A repülőtér felépítése több fázisban zajlik:
Első fázis (eredetileg 2017 végére tervezték befejezni; novemberre 71%-ban készült el)
- Fő terminálépület 90 milliós utaskapacitással, 680 000 m² területtel
- Második terminál 170000 m² területtel
- 88 utashíd
- Fedett parkoló 12 000 autónak elég hellyel
- 2 egymástól független futópálya
- 8 párhuzamos gurulóút
- Körülbelül 4 000 000 m² területű forgalmi előtér
- 3 technikai épület
- 1 légiforgalmi irányítótorony
- VIP váró
- Teherszállítási és kisgépes terminálok
- Kórházak, imaszobák, konferenciatermek, szállodák és egyéb épületek

Második fázis
- 2 futópálya
- 1 párhuzamos gurulóút

Harmadik fázis
- 30 millió utas befogadására alkalmas, 500 000 m² területű terminál
- 1 futópálya
- 1 párhuzamos gurulóút
- Forgalmi előtér

Negyedik fázis
- 30 millió utas befogadására alkalmas, 340 000 m² területű terminál
- 1 futópálya

Befejezésre elkészült építmények összesen (2030-ig)
- 6 futópálya
- 16 gurulóút
- 150 milliós utaskapacitás, ami 200 millióra bővíthető[22]
- 1 500 000 m² fedett terület
- 165 utashíd, minden terminál ellátva utashíddal
- 4 terminálépület, vasúttal összekötve
- 3 technikai épület
- 1 légiforgalmi irányítótorony
- 8 repülőtéri irányítótorony
- 6 500 000 m² forgalmi előtér, ahol 500 repülőgép fér el
- VIP várók
- Teherszállító és kisgépes terminálok
- Állami Palota
- Fedett és kültéri parkoló kb. 70 000 autó számára elegendő hellyel
- Orvosi központ
- Repülőtéri tűzoltóság
- Garázsok
- Szállodák
- Konferenciaközpontok
- Erőművek
- Víz- és szennyvízkezelési rendszer

## Légitársaságok és úticélok
2023-ban a Isztambuli repülőtérről az alábbi járatok indulnak:

### Személy
| Légitársaság                    | Célállomások |
| ------------------------------- | --- |
| Aegean Airlines                 | Athén |
| Aeroflot                        | Moszkva–Seremetyjevo, Szentpétervár, Szocsi, Jekatyerinburg |
| Afriqiyah Airways               | Miszráta, Tripoli–Mitiga |
| Air Albania                     | Tirana |
| Air Algérie                     | Algír, Annaba, Kaszentína, Orán |
| Air Arabia                      | Fez, Sharjah |
| Air Astana                      | Almati, Asztana, Atirau |
| airBaltic                       | Riga |
| Air Cairo                       | Charter: Sarm es-Sejk |
| Air France                      | Párizs-Charles de Gaulle repülőtér |
| Air Montenegro                  | Podgorica, Tivat |
| Air Serbia                      | Belgrád, Kraljevo, Niš |
| Ariana Afghan Airlines          | Kabul |
| Arkia                           | Tel-Aviv |
| Armenian Airlines               | Jereván |
| Asiana Airlines                 | Szöul–Incshon |
| ATA Airlines                    | Tebriz, Teherán–Imam Khomeini |
| Azerbaijan Airlines             | Baku |
| Azimuth                         | Minyeralnije Vodi, Moszkva–Vnukovo, Rostov-on-Don, Szocsi |
| Belavia                         | Minszk[forrás?] |
| Berniq Airways                  | Benghazi, Tripoli–Mitiga |
| BH Air                          | Charter: Szófia |
| British Airways                 | London–Heathrow |
| Caspian Airlines                | Teherán–Imam Khomeini |
| China Eastern Airlines          | Sanghaj-Putung |
| China Southern Airlines         | Peking–Tahszing |
| Crown Airlines                  | Tripoli–Mitiga |
| Dan Air                         | Bukarest–Otopeni, Craiova |
| easyJet                         | Manchester |
| EgyptAir                        | Kairó |
| Emirates                        | Dubai–International |
| Ethiopian Airlines              | Addisz Abeba |
| Etihad Airways                  | Abu-Dzabi |
| European Air Charter            | Charter: Szófia |
| flyadeal                        | Jeddah, Rijád |
| FlyArystan                      | Aqtau |
| Fly Baghdad                     | Bagdad, Erbil, Kirkuk |
| flydubai                        | Dubai–International |
| Fly Jordan                      | Amman–Queen Alia |
| flynas                          | Rijád |
| FlyOne                          | Chișinău, Jereván |
| Fly Oya                         | Tripoli–Mitiga |
| Ghadames Air Transport          | Tripoli–Mitiga |
| Gulf Air                        | Bahrein |
| HiSky                           | Chișinău |
| IndiGo                          | Delhi, Mumbai |
| IrAero                          | Kazany, Mahacskala, Minyeralnije Vodi, Moszkva-Domogyedovó, Nalchik, Szocsi, Stavropol, Ufa, Vladikavkaz |
| Iran Air                        | Isfahan, Teherán–Imam Khomeini |
| Iran Airtour                    | Meshed, Shiraz, Tebriz, Teherán–Imam Khomeini |
| Iran Aseman Airlines            | Teherán–Imam Khomeini |
| Iraqi Airways                   | Bagdad, Baszra, Erbil, Kirkuk, Nedzsef, Szulejmánijja |
| Israir Airlines                 | Tel-Aviv |
| Jazeera Airways                 | Kuwait City |
| Jordan Aviation                 | Amman–Queen Alia |
| Kam Air                         | Kabul |
| Karun Airlines                  | Ahvaz |
| KLM                             | Amszterdam |
| Korean Air                      | Szöul–Incshon |
| Kuwait Airways                  | Kuwait City |
| Libyan Airlines                 | Tripoli–Mitiga |
| Libyan Wings                    | Tripoli–Mitiga |
| LOT                             | Krakkó, Varsó–Chopin |
| Lufthansa                       | Frankfurt |
| Mahan Air                       | Teherán–Imam Khomeini[forrás?] |
| MedSky Airways                  | Miszráta, Tripoli–Mitiga |
| Meraj Airlines                  | Teherán–Imam Khomeini[forrás?] |
| MIAT Mongolian Airlines         | Ulánbátor |
| Middle East Airlines            | Bejrút |
| Nouvelair                       | Sfax, Tunisz |
| Oman Air                        | Maszkat |
| Pakistan International Airlines | Islamabad, Lahore |
| Pegas Fly                       | Szezonális: Moszkva–Seremetyjevo |
| Pegasus Airlines                | İzmir |
| Pobeda                          | Kazany, Mahacskala, Moszkva–Vnukovo, Vladikavkaz, Volgográd |
| Qanot Sharq                     | Szamarkand |
| Qatar Airways                   | Doha |
| Qeshm Air                       | Teherán–Imam Khomeini[forrás?] |
| Red Wings Airlines              | Cseljabinszk, Kazany, Mahacskala, Moszkva-Domogyedovó, Moszkva–Zsukovszkij, Nalchik, Nizhnekamsk, Nyizsnyij Novgorod, Orenburg, Perm, Szamara, Stavropol, Tyumen Ufa, Vladikavkaz, Jekatyerinburg |
| Rossiya Airlines                | Moszkva–Seremetyjevo, Szentpétervár |
| Royal Air Maroc                 | Casablanca, Tanger Szezonális: Oujda |
| Royal Jordanian                 | Amman–Queen Alia |
| S7 Airlines                     | Moszkva-Domogyedovó, Novoszibirszk |
| SalamAir                        | Maszkat |
| Saudia                          | Jeddah, Medina, Rijád |
| SCAT Airlines                   | Almati, Aktau, Aktöbe, Asztana, Atirau, Simkent |
| Sichuan Airlines                | Csengtu–Tianfu |
| Singapore Airlines              | Szingapúr |
| Smartwings                      | Varsó–Chopin |
| Somon Air                       | Dusanbe |
| Sun d'Or                        | Tel-Aviv |
| Taban Air                       | Teherán–Imam Khomeini |
| TAROM                           | Bukarest–Otopeni |
| Thai Airways International      | Bangkok–Suvarnabhumi (kezdődik2023 december 1-től) |
| Transavia                       | Lyon, Nantes, Párizs–Orly |
| Tunisair                        | Tunisz |
| Turkish Airlines                | Abidjan, Abu-Dzabi, Abuja, Accra, Adana, Addisz Abeba, Adıyaman, Ağrı, Alexandria, Algír, Almati, Amman–Queen Alia, Amszterdam, Ankara, Antalya, Antananarivo, Aqaba, Aktau, Aşgabat, Aszmara, Asztana, Athén, Atlanta, Bagdad, Bahrein, Baku, Bamako, Bangkok–Suvarnabhumi, Banjul, Barcelona, Bari, Basel/Mulhouse, Baszra, Batman, Batumi, Peking, Bejrút, Belgrád, Berlin, Bilbao, Billund, Bingöl, Birmingham, Bishkek, Bodrum, Bogotá, Bologna, Bordeaux, Boston, Bréma, Brüsszel, Bukarest–Otopeni, Budapest, Buenos Aires–Ezeiza, Buhara, Kairó, Çanakkale, Cancún, Fokváros, Caracas, Casablanca, Catania, Chicago–O'Hare, Chișinău, Kolozsvár, Köln/Bonn, Colombo–Bandaranaike, Conakry, Constanța, Kaszentína, Koppenhága, Cotonou, Dakar–Diass, Dalaman, Dallas/Fort Worth, Dammam, Dar es Salaam, Delhi, Denizli, Denpasar, Detroit (kezdődik2023 november 15-től), Dhaka, Diyarbakır, Dzsibuti, Doha, Douala, Dubai–International, Dublin, Dubrovnik, Durban, Dusanbe, Düsseldorf, Edinburgh, Edremit, Elazığ, Entebbe, Erbil, Ercan, Erzincan, Erzurum, Fergana, Frankfurt, Freetown, Gandzsa, Gassim, Gaziantep, Gazipaşa/Alanya, Genf, Göteborg, Kuangcsou, Hakkari, Hamburg, Hannover, Hanoi, Hatay, Havana, Helsinki, Ho Chi Minh City, Hongkong, Houston–Intercontinental, Hurghada, Iğdır, Isfahan, Islamabad, Isparta, İzmir, Jakarta–Soekarno-Hatta, Jeddah, Johannesburg–O. R. Tambo, Juba, Kahramanmaraş, Karachi, Kars, Kastamonu, Kathmandu, Kayseri, Kazany, Kartúm, Kigali, Kilimanjaro, Kinshasa–N'djili, Kirkuk, Konya, Krakkó, Krasznodár, Kuala Lumpur–International, Kütahya, Kuwait City, Lagos, Lahore, Lipcse/Halle, Libreville, Lisszabon, Ljubljana, London–Gatwick, London–Heathrow, Los Angeles, Luanda, Lusaka, Luxembourg, Luxor, Lyon, Madrid, Malabo, Málaga, Malatya, Malé, Málta, Manchester, Manila, Maputo, Mardin, Marrákes, Marseille, Meshed, Mauritius, Medina, Merzifon, Mexico City, Miami, Milánó–Malpensa, Minszk, Mogadishu, Mombasa, Montréal–Trudeau, Moszkva–Vnukovo, Mumbai, München, Muş, Maszkat, Nairobi–Jomo Kenyatta, Nedzsef, Nahicseván, Nápoly, N'Djamena, Nevşehir, Newark, New York–JFK, Niamey, Nizza, Nouakchott, Nürnberg, Orán, Ordu/Giresun, Oszaka–Kanszai (újrakezdődik2023 december 12-től), Oslo, Ouagadougou, Palermo, Panama City–Tocumen, Párizs-Charles de Gaulle repülőtér, Phuket, Podgorica, Pointe Noire, Port Harcourt, Porto, Port Szudán, Prága, Priština, Riga, Rijád, Rize/Artvin, Róma–Fiumicino, Rostov-on-Don, Szentpétervár, Salzburg, Szamarkand, Samsun, San Francisco, Şanlıurfa, São Paulo–Guarulhos, Szarajevo, Seattle/Tacoma, Szöul–Incshon, Sanghaj-Putung, Sharjah, Sarm es-Sejk, Shiraz, Szingapúr, Sinop, Şırnak, Sivas, Szkopje, Szocsi, Szófia, Stockholm–Arlanda, Strasbourg, Stuttgart, Sulaymaniyah, Tebriz, Ta'if, Tajpej–Taojüan, Tallinn, Taskent, Tbiliszi, Teherán–Imam Khomeini, Tel-Aviv (felfüggesztve), Thessaloniki, Tivat, Tokat, Tokió–Haneda, Tokio–Narita, Toronto–Pearson, Toulouse, Trabzon, Tunisz, Ulánbátor, Urgench, Valencia, Van, Vancouver, Várna, Velence, Bécs, Vilnius, Voronyezs, Varsó–Chopin, Washington–Dulles, Yanbu, Yaoundé, Jekatyerinburg, Zágráb, Zanzibar, Zonguldak, Zürich Szezonális: Cebu, Mahé, Moroni, Rovaniemi |
| Ural Airlines                   | Moszkva-Zsukovszkij (kezdődik 2023. november 20.) |
| Uzbekistan Airways              | Buhara, Fergana, Szamarkand, Taskent, Urgench |
| Wizz Air                        | Budapest, Iași, London–Gatwick, London–Luton |

### Cargo
| Légitársaság           | Célállomások |
| ---------------------- | --- |
| Air Canada Cargo       | Toronto–Pearson |
| ASL Airlines France    | Liège, Párizs-Charles de Gaulle repülőtér |
| DHL Aviation           | Bahrein |
| EgyptAir Cargo         | Kairó |
| El Al Cargo            | Tel-Aviv |
| Emirates SkyCargo      | Dubai–Al Maktoum |
| Ethiopian Cargo        | Addisz Abeba, Lagos, Liège |
| FedEx                  | Párizs-Charles de Gaulle repülőtér |
| Hong Kong Air Cargo    | Hongkong |
| Lufthansa Cargo        | Frankfurt |
| MNG Airlines           | Köln/Bonn, Lipcse/Halle, New York–JFK |
| Qatar Airways Cargo    | Doha |
| Royal Jordanian Cargo  | Amman |
| Royal Air Maroc Cargo  | Casablanca, Tel-Aviv |
| Silk Way West Airlines | Baku, Kijev–Boriszpil |
| Turkish Cargo          | Adana, Antalya, İzmir, Accra, Algír, Almati, Asztana, Amman, Amszterdam, Aşgabat, Atlanta, Baku, Bangkok–Suvarnabhumi, Bejrút, Bangalore, Belgrád, Bishkek, Bogotá, Brüsszel, Bukarest, Budapest, Kairó, Casablanca, Csennai, Chicago–O'Hare, Colombo–Bandaranaike, Delhi, Dhaka, Doha, Dubai–Al Maktoum, Entebbe, Erbil, Frankfurt, Kuangcsou, Hanoi, Helsinki, Ho Chi Minh City, Hongkong, Houston–Intercontinental, Hyderabad, Islamabad, Jakarta–Soekarno-Hatta, Karachi, Kartúm, Kinshasa, Kuala Lumpur–International, Kijev–Boriszpil, Lagos, Lahore, London–Stansted, Maastricht/Aachen, Madrid, Mexico City, Milánó–Malpensa, Moszkva–Seremetyjevo, Miami, Mumbai, Nairobi–Jomo Kenyatta, New York–JFK, São Paulo–Guarulhos, Szöul–Incshon, Sanghaj-Putung, Shannon, Szingapúr, Stockholm–Arlanda, Tajpej–Taojüan, Taskent, Tbiliszi, Teherán–Imam Khomeini, Tel-Aviv, Toronto–Pearson, Tunisz, Tuzla, Bécs, Vilnius, Zürich |
| Turkmenistan Airlines  | Aşgabat |
| United Parcel Service  | Köln/Bonn, Tel-Aviv |

## Futópályák
A repülőtér futópályái:
- 16L/34R (3750 m, 60 m, aszfaltbeton)
- 16R/34L (3750 m, 45 m, aszfaltbeton)
- 17R/35L (4100 m, 45 m, aszfaltbeton)
- 17L/35R (4100 m, 60 m, aszfaltbeton)
- 18R/36L (3060 m, 45 m, aszfalt, beton)

## Forgalom
Az utasforgalom az elmúlt években az alábbi módon változott:
| Utasok száma |      | 95 205 | 52 009 220 | 23 410 380 | 37 181 907 | 64 486 178 |
|              | 2017 | 2018   | 2019       | 2020       | 2021       | 2022       |

## Botrányok
A Török Munkaügyi és Társadalombiztosítási Minisztérium 2018 februárjáig 27 halálos balesetet tart számon, amely a repülőtér építése közben történt. A helyi szakszervezetek még ennél is magasabb számról beszélnek, állításuk szerint hetente három-négy haláleset is történik. A Cumhuriyet napilap szerint a meghalt munkások családja pénzt kap a hallgatásért.
Veli Ağbaba ellenzéki parlamenti képviselő írásban nyújtott be kérdést a török parlamentnek 2018. február 13-án, mikor megtudta, hogy az építkezés már akár 400 munkás életét is követelhette.